# Cyclocross Besançon
Der Cyclocross Besançon ist ein unregelmäßig ausgetragenes Cyclocrossrennen im französischen Besançon. Seit 2021 war es mehrfach Teil des UCI-Cyclocross-Weltcups.

## Geschichte
Das Rennen wurde erstmals 2009 auf Initiative des Radsportvereins Amicale Cycliste Bisontine durchgeführt; Schauplatz ist seitdem das Sportzentrum Michel Vautrot im Viertel Malcombe. Obgleich im internationalen Kalender eingetragen, sprach das Rennen sich zunächst hauptsächlich französische Fahrer an; die ersten fünf Austragungen bis 2017 waren Teil der nationalen Rennserie Coupe de France. 2016 und 2019 richtete Besançon außerdem die französischen Meisterschaften aus; Siegerin bei den Frauen war jeweils Caroline Mani, bei den Männern gewannen Francis Mourey bzw. Clément Venturini. Die Kandidatur Besançons für die Cyclocross-Weltmeisterschaften 2024 scheiterte an der Vorauswahl innerhalb des französischen Verbands.
Als zur Saison 2020/2021 eine Erweiterung des Weltcups anstand, bewarb sich Besançon mit Erfolg; die Corona-Pandemie führte zur Aufschiebung dieser Pläne um ein Jahr. 2022/2023 bildete Besançon den Saisonabschluss, im Jahr darauf fand die französische Weltcup-Runde stattdessen in Flamanville statt.

## Siegerliste

### Männer
- 2009:  Francis Mourey
- 2011:  Francis Mourey
- 2012:  Francis Mourey
- 2014:  Francis Mourey
- 2017:  Steve Chainel
- 2021:  Eli Iserbyt
- 2023 (Jan):  Mathieu van der Poel
- 2024 (Dez):  Mathieu van der Poel

### Frauen
- 2009:  Caroline Mani
- 2011:  Lucie Chainel-Lefèvre
- 2012:  Christel Ferrier-Bruneau
- 2014:  Marlène Petit
- 2017:  Lucie Chainel-Lefèvre
- 2021:  Lucinda Brand
- 2023 (Jan):  Puck Pieterse
- 2024 (Dez):  Fem van Empel